# Еспињоле (Казерта)
Еспињоле је насеље у Италији у округу Казерта, региону Кампанија.
Према процени из 2011. у насељу је живело 10 становника. Насеље се налази на надморској висини од 423 м.